# Bischwihr

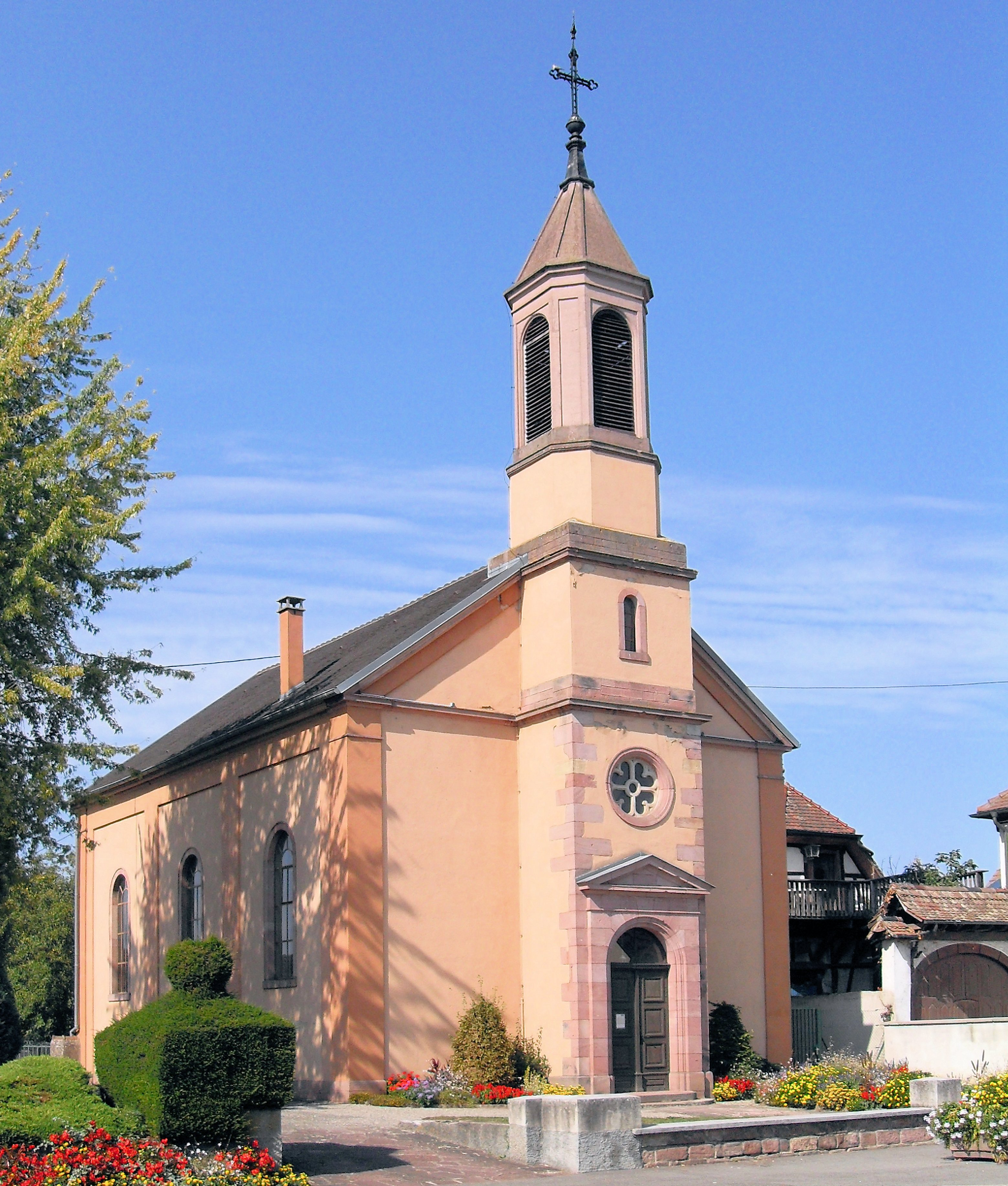
La chiesa protestante

Bischwihr (in tedesco Bischweier) è un comune francese di 1 001 abitanti situato nel dipartimento dell'Alto Reno nella regione del Grand Est.
I suoi abitanti sono chiamati Bischwihrois e Bischwihroises.

## Società

### Evoluzione demografica
Abitanti censiti

## Amministrazione
| Periodo | Periodo | Primo cittadino         | Partito | Carica  | Note |
| ------- | ------- | ----------------------- | ------- | ------- | ---- |
| 1945    | 1977    | Edouard Utard           |         | Sindaco |      |
| 1977    | 1989    | Gérard Reech            |         | Sindaco |      |
| 1989    | 2001    | André Ringler           |         | Sindaco |      |
| 2001    | 2008    | Gabriel Spenlehauer     |         | Sindaco |      |
| 2008    | 2020    | Marie-Joseph Helmlinger |         | Sindaco |      |

### Gemellaggi

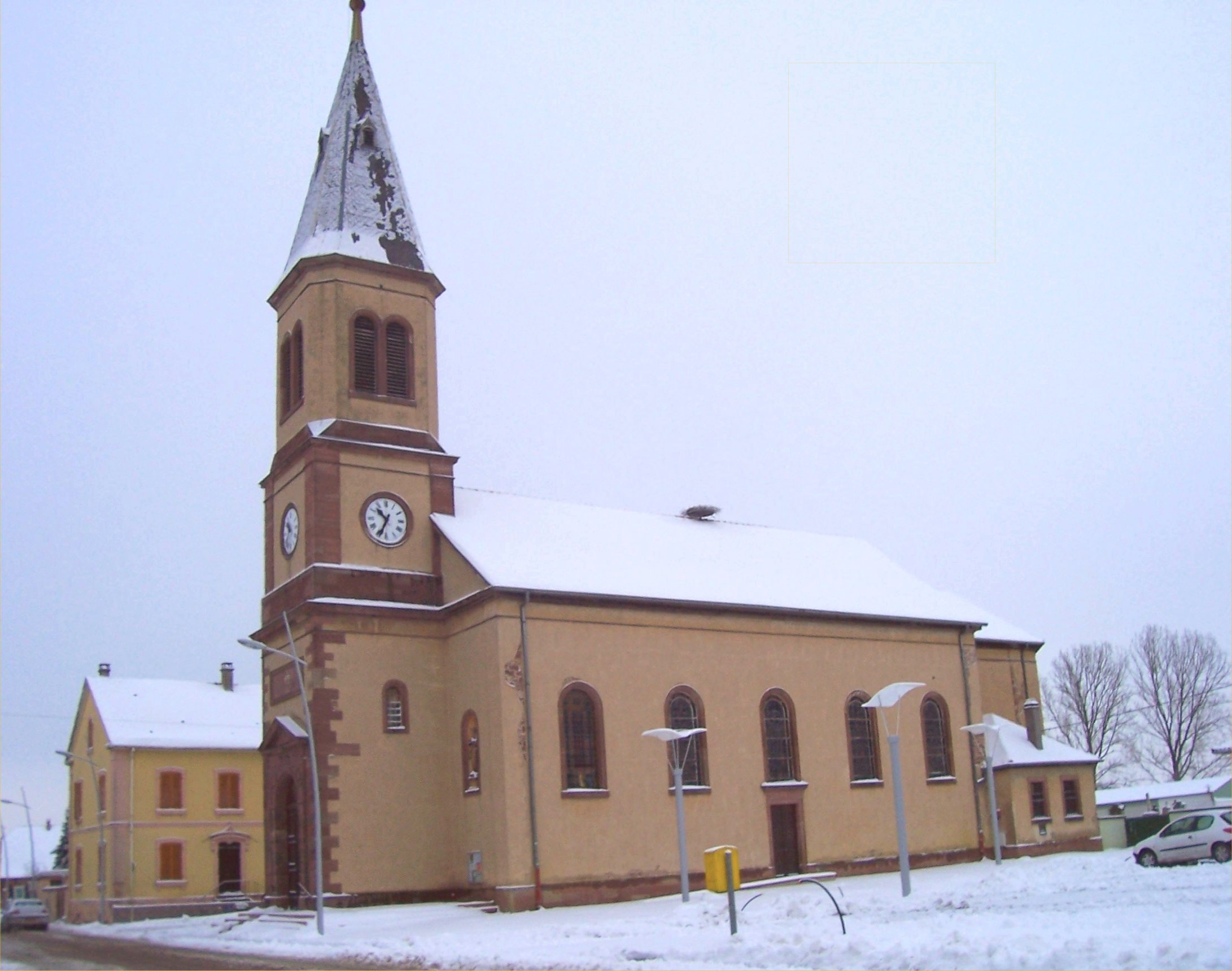
La chiesa di Saint-Joseph sotto la neve

Bahlingen am Kaiserstuhl (Baden-Württemberg) dal 1996